# Staw Noakowski (gromada)
Staw Noakowski – dawna gromada, czyli najmniejsza jednostka podziału terytorialnego Polskiej Rzeczypospolitej Ludowej w latach 1954–1972.
Gromady, z gromadzkimi radami narodowymi (GRN) jako organami władzy najniższego stopnia na wsi, funkcjonowały od reformy reorganizującej administrację wiejską przeprowadzonej jesienią 1954 do momentu ich zniesienia z dniem 1 stycznia 1973, tym samym wypierając organizację gminną w latach 1954–1972.
Gromadę Staw Noakowski z siedzibą GRN w Stawie Noakowskim utworzono – jako jedną z 8759 gromad na obszarze Polski – w powiecie zamojskim w woj. lubelskim na mocy uchwały nr 18 WRN w Lublinie z dnia 5 października 1954. W skład jednostki weszły obszary dotychczasowych gromad Emska Kolonia, Staw Noakowski wieś, Staw Noakowski kol., Staw Ujazdowski wieś, Staw Ujazdowski kol., Średnie Duże i Średnie Małe ze zniesionej gminy Nielisz w tymże powiecie. Dla gromady ustalono 19 członków gromadzkiej rady narodowej.
1 stycznia 1957 do gromady Staw Noakowski włączono wieś Ujazdów i kolonię Ujazdów z gromady Wirkowice w tymże powiecie.
Gromada przetrwała do końca 1972 roku, czyli do kolejnej reformy gminnej.